# Yopo
Yopo, cohoba, nopo, mopo o parica (Anadenanthera peregrina) és una espècie d'arbre perennifoli natiu del Carib i Amèrica del Sud.

## Descripció
El yopo és gairebé idèntic a l'arbre Anadenanthera colubrina, conegut comunament com a cebil o vilca. Les seves llavors contenen bufotenina.

## Propietats
Les llavors negres de les tavelles d'aquests arbres es torren i molturen amb calç, les cendres o closques cremades és una pols psicodèl·lica anomenada yopo.
El yopo era inhalat pel nas en cerimònies religioses dels aborígens del Carib.
Principis actius: Alcaloides. N,N-dimetiltriptamina, el seu homòleg monometilat en el nitrogen i el seu derivt 5-hidroxilat (bufotenina) y 5-metoxilat.
Indicacions: Al·lucinogen. Es presenten símptomes d'incoordinació motriu i, sovint, es perceben els objectes engruixits (macròpsia).

## Taxonomia
Anadenanthera peregrina va ser descrita per (Vell.) Brenan i publicat a Kew Bulletin 10(2): 182. 1955.
Varietats
- Anadenanthera peregrina var. falcata
- Anadenanthera peregrina var. peregrina

Sinònims
- Acacia microphylla (Willd.)
- Acacia peregrina (L.) (Willd.)
- Inga niopo (Willd.)
- Mimosa acacioides (Benth.)
- Mimosa niopo (Willd.)
- Mimosa parviflora (Poiret)
- Mimosa peregrina L.
- Niopa peregrina (L.) Britton i Rose
- Piptadenia niopo (Willd.)
- Piptadenia peregrina (L.)[3]
- Acacia colubrina Mart.
- Acacia grata Willd.
- Mimosa grata (Willd.) Poir.
- Piptadenia grata (Willd.) J.F.Macbr.[4]